# 애설프리스
애설프리스(고대 영어: Æthelfrith, ? ~ 616년경)는 593년경부터 616년경 죽을 때까지 베오르니체 국왕이었다. 604년경 이웃나라 데렌리체의 왕을 겸하게 되었는데, 이 두 나라의 동군연합이 노섬브리아로 진화하게 되므로 매우 중요한 의미를 갖는다. 군사적으로는 브리튼인 원주민들 및 달 리어타의 게일인들을 상대로 큰 승리를 거두었다. 616년경 왕위계승분쟁 와중 전사했지만 630년대에 그의 왕통이 결국 복구되었다.